# Cadre-47/2-Europameisterschaft 2005

Logo CEB (ausrichtender Verband)

Veranstaltungsort: Mataró

Die Cadre-47/2-Europameisterschaft 2005 war das 59. Turnier in dieser Disziplin des Karambolagebillards und fand vom 27. Juli bis zum 1. August 2004 in Mataró, in der spanischen Provinz Barcelona statt. Die EM zählte zur Saison 2004/2005. Es war die elfte Cadre-47/2-Europameisterschaft in Spanien.

## Geschichte
Arnim Kahofer nahm in Mataró Revanche für seine Niederlage gegen Xavier Gretillat bei der letzten EM. Es hätte aber auch ganz anders laufen können. Im Halbfinale gegen Michel van Silfhout musste er im Nachstoß erst noch 60 Punkte erzielen um dann in der Verlängerung mit 30:1 in einer Aufnahme zu gewinnen. Louis Edelin, der zusammen mit van Silfhout Dritter wurde, spielte wieder einmal den besten Durchschnitt. In der Finalrunde waren auch drei Deutsche vertreten. Aber keiner kam in die KO-Phase. Der Marler Ludger Havlik hatte in seiner Gruppe das Pech, das gerade gegen ihn erst Edelin und dann Guénet die Partien in einer Aufnahme beendeten.

## Modus
Gespielt wurden zwei Vorqualifikationen bis 200 Punkte. Die Hauptqualifikation wurde bis 250 Punkte gespielt. In der qualifizierten sich die sieben Gruppensieger für das Hauptturnier. Es wurde zwei Gruppen à vier Spieler gebildet. Die beiden Gruppenbesten qualifizierten sich für die KO-Runde. Hier wurde bis 300 Punkte gespielt. Platz drei wurde nicht ausgespielt.
Die Qualifikationsgruppen wurden nach Rangliste gesetzt. Es gab außer dem Titelverteidiger keine gesetzten Spieler mehr für das Hauptturnier.
1. MP = Matchpunkte
2. GD = Generaldurchschnitt
3. HS = Höchstserie

## Qualifikation
| MP    | Match Points (Sieger = 2; Unentschieden = 1; Verlierer = 0) |
| Pkte. | Erzielte Karambolagen                                       |
| Aufn. | Benötigte Versuche                                          |
| GD    | Generaldurchschnitt                                         |
| BED   | Bester Einzeldurchschnitt eines Spielers                    |
| HS    | Höchstserie                                                 |
|       | Bester GD des Turniers                                      |
|       | Bester ED des Turniers                                      |
|       | Beste HS des Turniers                                       |
|       | 1. Platz (Gold)                                             |
|       | 2. Platz (Silber)                                           |
|       | 3. Platz (Bronze)                                           |

### Vor-Vor-Qualifikation
| Abschlusstabelle Gruppe A | Abschlusstabelle Gruppe A | Abschlusstabelle Gruppe A | Abschlusstabelle Gruppe A | Abschlusstabelle Gruppe A | Abschlusstabelle Gruppe A | Abschlusstabelle Gruppe A | Abschlusstabelle Gruppe A | Abschlusstabelle Gruppe A |
| Platz                     | Name                      | MP                        | Pkte                      | Aufn.                     | GD                        | BED                       | HS                        |                           |
| ------------------------- | ------------------------- | ------------------------- | ------------------------- | ------------------------- | ------------------------- | ------------------------- | ------------------------- | ------------------------- |
| 1                         | Juan Carlos Pareras       | 4:0                       | 400                       | 10                        | 40,00                     | 50,00                     | 131                       |                           |
| 2                         | Jordi Gassó               | 2:2                       | 294                       | 22                        | 13,63                     | 11,11                     | 54                        |                           |
| 3                         | Abelard Salvatierra       | 0:4                       | 134                       | 24                        | 5,58                      | –                         | 25                        |                           |

| Abschlusstabelle Gruppe B | Abschlusstabelle Gruppe B | Abschlusstabelle Gruppe B | Abschlusstabelle Gruppe B | Abschlusstabelle Gruppe B | Abschlusstabelle Gruppe B | Abschlusstabelle Gruppe B | Abschlusstabelle Gruppe B | Abschlusstabelle Gruppe B |
| Platz                     | Name                      | MP                        | Pkte                      | Aufn.                     | GD                        | BED                       | HS                        |                           |
| ------------------------- | ------------------------- | ------------------------- | ------------------------- | ------------------------- | ------------------------- | ------------------------- | ------------------------- | ------------------------- |
| 1                         | Juan Espinasa             | 4:0                       | 400                       | 21                        | 19,04                     | 25,00                     | 83                        |                           |
| 2                         | Valeriono Perera          | 2:2                       | 304                       | 22                        | 13,81                     | 22,22                     | 50                        |                           |
| 3                         | Manuel Bancells           | 0:4                       | 258                       | 17                        | 15,17                     | –                         | 60                        |                           |

| Abschlusstabelle Gruppe C | Abschlusstabelle Gruppe C | Abschlusstabelle Gruppe C | Abschlusstabelle Gruppe C | Abschlusstabelle Gruppe C | Abschlusstabelle Gruppe C | Abschlusstabelle Gruppe C | Abschlusstabelle Gruppe C | Abschlusstabelle Gruppe C |
| Platz                     | Name                      | MP                        | Pkte                      | Aufn.                     | GD                        | BED                       | HS                        |                           |
| ------------------------- | ------------------------- | ------------------------- | ------------------------- | ------------------------- | ------------------------- | ------------------------- | ------------------------- | ------------------------- |
| 1                         | Raúl Cuenca               | 4:0                       | 400                       | 22                        | 18,18                     | 28,57                     | 125                       |                           |
| 2                         | Juan José Barrientos      | 2:2                       | 346                       | 18                        | 19,22                     | 18,18                     | 80                        |                           |
| 3                         | Xavier Sech               | 0:4                       | 60                        | 26                        | 2,30                      | –                         | 11                        |                           |

| Abschlusstabelle Gruppe D | Abschlusstabelle Gruppe D | Abschlusstabelle Gruppe D | Abschlusstabelle Gruppe D | Abschlusstabelle Gruppe D | Abschlusstabelle Gruppe D | Abschlusstabelle Gruppe D | Abschlusstabelle Gruppe D | Abschlusstabelle Gruppe D |
| Platz                     | Name                      | MP                        | Pkte                      | Aufn.                     | GD                        | BED                       | HS                        |                           |
| ------------------------- | ------------------------- | ------------------------- | ------------------------- | ------------------------- | ------------------------- | ------------------------- | ------------------------- | ------------------------- |
| 1                         | Sven Daske                | 4:0                       | 400                       | 12                        | 33,33                     | 40,00                     | 127                       |                           |
| 2                         | Julio Rosa                | 2:2                       | 218                       | 31                        | 7,03                      | 8,33                      | 55                        |                           |
| 3                         | Xavier Diez               | 0:4                       | 153                       | 29                        | 5,27                      | –                         | 33                        |                           |

| Abschlusstabelle Gruppe E | Abschlusstabelle Gruppe E | Abschlusstabelle Gruppe E | Abschlusstabelle Gruppe E | Abschlusstabelle Gruppe E | Abschlusstabelle Gruppe E | Abschlusstabelle Gruppe E | Abschlusstabelle Gruppe E | Abschlusstabelle Gruppe E |
| Platz                     | Name                      | MP                        | Pkte                      | Aufn.                     | GD                        | BED                       | HS                        |                           |
| ------------------------- | ------------------------- | ------------------------- | ------------------------- | ------------------------- | ------------------------- | ------------------------- | ------------------------- | ------------------------- |
| 1                         | Alejandro Gil             | 4:0                       | 400                       | 37                        | 10,81                     | 13,33                     | 98                        |                           |
| 2                         | Miguel Plandolit          | 2:2                       | 384                       | 37                        | 10,37                     | 9,09                      | 48                        |                           |
| 3                         | Jaume Vila                | 0:4                       | 221                       | 44                        | 5,02                      | –                         | 34                        |                           |

| Abschlusstabelle Gruppe F | Abschlusstabelle Gruppe F | Abschlusstabelle Gruppe F | Abschlusstabelle Gruppe F | Abschlusstabelle Gruppe F | Abschlusstabelle Gruppe F | Abschlusstabelle Gruppe F | Abschlusstabelle Gruppe F | Abschlusstabelle Gruppe F |
| Platz                     | Name                      | MP                        | Pkte                      | Aufn.                     | GD                        | BED                       | HS                        |                           |
| ------------------------- | ------------------------- | ------------------------- | ------------------------- | ------------------------- | ------------------------- | ------------------------- | ------------------------- | ------------------------- |
| 1                         | Valentino Vilata          | 4:0                       | 400                       | 33                        | 12,12                     | 16,66                     | 81                        |                           |
| 2                         | Aurelio Cruz              | 2:2                       | 280                       | 32                        | 8,75                      | 18,18                     | 82                        |                           |
| 3                         | Esteve Raulet             | 0:4                       | 67                        | 23                        | 2,91                      | –                         | 15                        |                           |

| Abschlusstabelle Gruppe G | Abschlusstabelle Gruppe G | Abschlusstabelle Gruppe G | Abschlusstabelle Gruppe G | Abschlusstabelle Gruppe G | Abschlusstabelle Gruppe G | Abschlusstabelle Gruppe G | Abschlusstabelle Gruppe G | Abschlusstabelle Gruppe G |
| Platz                     | Name                      | MP                        | Pkte                      | Aufn.                     | GD                        | BED                       | HS                        |                           |
| ------------------------- | ------------------------- | ------------------------- | ------------------------- | ------------------------- | ------------------------- | ------------------------- | ------------------------- | ------------------------- |
| 1                         | Josep Ramon Molina        | 4:0                       | 400                       | 30                        | 13,33                     | 22,22                     | 70                        |                           |
| 2                         | Alvaro Gomez              | 2:2                       | 381                       | 31                        | 12,29                     | 20,00                     | 94                        |                           |
| 3                         | José Albert               | 0:4                       | 330                       | 19                        | 17,36                     | –                         | 91                        |                           |

### Vor-Qualifikation
| Abschlusstabelle Gruppe A | Abschlusstabelle Gruppe A | Abschlusstabelle Gruppe A | Abschlusstabelle Gruppe A | Abschlusstabelle Gruppe A | Abschlusstabelle Gruppe A | Abschlusstabelle Gruppe A | Abschlusstabelle Gruppe A | Abschlusstabelle Gruppe A |
| Platz                     | Name                      | MP                        | Pkte                      | Aufn.                     | GD                        | BED                       | HS                        |                           |
| ------------------------- | ------------------------- | ------------------------- | ------------------------- | ------------------------- | ------------------------- | ------------------------- | ------------------------- | ------------------------- |
| 1                         | Michel van Silfhout       | 4:0                       | 400                       | 11                        | 36,36                     | 66,66                     | 90                        |                           |
| 2                         | Pierre Soumagne           | 2:2                       | 266                       | 10                        | 26,60                     | 28,57                     | 125                       |                           |
| 3                         | Alejandro Gil             | 0:4                       | 151                       | 15                        | 10,06                     | –                         | 47                        |                           |

| Abschlusstabelle Gruppe B | Abschlusstabelle Gruppe B | Abschlusstabelle Gruppe B | Abschlusstabelle Gruppe B | Abschlusstabelle Gruppe B | Abschlusstabelle Gruppe B | Abschlusstabelle Gruppe B | Abschlusstabelle Gruppe B | Abschlusstabelle Gruppe B |
| Platz                     | Name                      | MP                        | Pkte                      | Aufn.                     | GD                        | BED                       | HS                        |                           |
| ------------------------- | ------------------------- | ------------------------- | ------------------------- | ------------------------- | ------------------------- | ------------------------- | ------------------------- | ------------------------- |
| 1                         | Sven Daske                | 4:0                       | 400                       | 18                        | 22,22                     | 25,00                     | 122                       |                           |
| 2                         | Francisco Fortiana        | 2:2                       | 344                       | 24                        | 14,33                     | 14,28                     | 67                        |                           |
| 3                         | Rini Megens               | 0:4                       | 353                       | 22                        | 16,04                     | –                         | 111                       |                           |

| Abschlusstabelle Gruppe C | Abschlusstabelle Gruppe C | Abschlusstabelle Gruppe C | Abschlusstabelle Gruppe C | Abschlusstabelle Gruppe C | Abschlusstabelle Gruppe C | Abschlusstabelle Gruppe C | Abschlusstabelle Gruppe C | Abschlusstabelle Gruppe C |
| Platz                     | Name                      | MP                        | Pkte                      | Aufn.                     | GD                        | BED                       | HS                        |                           |
| ------------------------- | ------------------------- | ------------------------- | ------------------------- | ------------------------- | ------------------------- | ------------------------- | ------------------------- | ------------------------- |
| 1                         | Thomas Nockemann          | 4:0                       | 400                       | 8                         | 50,00                     | 200,00                    | 200                       |                           |
| 2                         | Carlos Tuset              | 2:2                       | 200                       | 13                        | 15,38                     | 16,66                     | 88                        |                           |
| 3                         | Valentino Vilata          | 0:4                       | 146                       | 19                        | 7,68                      | –                         | 49                        |                           |

| Abschlusstabelle Gruppe D | Abschlusstabelle Gruppe D | Abschlusstabelle Gruppe D | Abschlusstabelle Gruppe D | Abschlusstabelle Gruppe D | Abschlusstabelle Gruppe D | Abschlusstabelle Gruppe D | Abschlusstabelle Gruppe D | Abschlusstabelle Gruppe D |
| Platz                     | Name                      | MP                        | Pkte                      | Aufn.                     | GD                        | BED                       | HS                        |                           |
| ------------------------- | ------------------------- | ------------------------- | ------------------------- | ------------------------- | ------------------------- | ------------------------- | ------------------------- | ------------------------- |
| 1                         | Laurent Guénet            | 4:0                       | 400                       | 11                        | 36,36                     | 40,00                     | 137                       |                           |
| 2                         | Carsten Lässig            | 2:2                       | 299                       | 13                        | 23,00                     | 25,00                     | 81                        |                           |
| 3                         | Josep Ramon Molina        | 0:4                       | 133                       | 14                        | 9,50                      | –                         | 54                        |                           |

| Abschlusstabelle Gruppe E | Abschlusstabelle Gruppe E | Abschlusstabelle Gruppe E | Abschlusstabelle Gruppe E | Abschlusstabelle Gruppe E | Abschlusstabelle Gruppe E | Abschlusstabelle Gruppe E | Abschlusstabelle Gruppe E | Abschlusstabelle Gruppe E |
| Platz                     | Name                      | MP                        | Pkte                      | Aufn.                     | GD                        | BED                       | HS                        |                           |
| ------------------------- | ------------------------- | ------------------------- | ------------------------- | ------------------------- | ------------------------- | ------------------------- | ------------------------- | ------------------------- |
| 1                         | Mikael Devogelaere        | 4:0                       | 400                       | 18                        | 22,22                     | 66,66                     | 154                       |                           |
| 2                         | Hans Klok                 | 2:2                       | 212                       | 9                         | 23,55                     | 33,33                     | 108                       |                           |
| 3                         | Raúl Cuenca               | 0:4                       | 217                       | 21                        | 10,33                     | –                         | 88                        |                           |

| Abschlusstabelle Gruppe F | Abschlusstabelle Gruppe F | Abschlusstabelle Gruppe F | Abschlusstabelle Gruppe F | Abschlusstabelle Gruppe F | Abschlusstabelle Gruppe F | Abschlusstabelle Gruppe F | Abschlusstabelle Gruppe F | Abschlusstabelle Gruppe F |
| Platz                     | Name                      | MP                        | Pkte                      | Aufn.                     | GD                        | BED                       | HS                        |                           |
| ------------------------- | ------------------------- | ------------------------- | ------------------------- | ------------------------- | ------------------------- | ------------------------- | ------------------------- | ------------------------- |
| 1                         | Ludger Havlik             | 4:0                       | 400                       | 6                         | 66,66                     | 66,66                     | 150                       |                           |
| 2                         | Marek Faus                | 2:2                       | 309                       | 7                         | 44,14                     | 50,00                     | 131                       |                           |
| 3                         | Juan Espinasa             | 0:4                       | 118                       | 7                         | 16,85                     | –                         | 75                        |                           |

| Abschlusstabelle Gruppe G | Abschlusstabelle Gruppe G | Abschlusstabelle Gruppe G | Abschlusstabelle Gruppe G | Abschlusstabelle Gruppe G | Abschlusstabelle Gruppe G | Abschlusstabelle Gruppe G | Abschlusstabelle Gruppe G | Abschlusstabelle Gruppe G |
| Platz                     | Name                      | MP                        | Pkte                      | Aufn.                     | GD                        | BED                       | HS                        |                           |
| ------------------------- | ------------------------- | ------------------------- | ------------------------- | ------------------------- | ------------------------- | ------------------------- | ------------------------- | ------------------------- |
| 1                         | Juan Carlos Pareras       | 4:0                       | 400                       | 13                        | 30,76                     | 33,33                     | 117                       |                           |
| 2                         | Robby Sonck               | 2:2                       | 312                       | 13                        | 24,00                     | 28,57                     | 124                       |                           |
| 3                         | Johann Petit              | 0:4                       | 190                       | 14                        | 13,57                     | –                         | 110                       |                           |

### Haupt-Qualifikation
| 1 | Sven Daske    | 4:0 | 500 | 12 | 041,66 | 050,00 | 129 |
| 2 | Xavier Carrer | 2:2 | 316 | 10 | 031,60 | 083,33 | 185 |
| 3 | Esteve Mata   | 0:4 | 172 | 8  | 021,50 | –      | 80  |

| 1 | Arnim Kahofer           | 4:0 | 500 | 13 | 038,46 | 050,00 | 173 |
| 2 | Mikael Devogelaere      | 2:2 | 345 | 12 | 028,75 | 035,71 | 95  |
| 3 | Nicolas Gerassimopoulos | 0:4 | 203 | 15 | 013,53 | 0–     | 89  |

| 1 | Michel van Silfhout | 2:2 | 409 | 6 | 068,16 | 083,33 | 154 |
| 2 | Eric Castaner       | 2:2 | 408 | 9 | 045,33 | 083,33 | 139 |
| 3 | Philippe Deraes     | 2:2 | 254 | 9 | 028,22 | 041,66 | 171 |

| 1 | Louis Edelin        | 4:0 | 500 | 6 | 083,33 | 125,00 | 232 |
| 2 | Henri Tilleman      | 2:2 | 405 | 7 | 057,85 | 050,00 | 152 |
| 3 | Juan Carlos Pareras | 0:4 | 217 | 9 | 024,11 | –      | 92  |

| 1 | Laurent Guénet  | 3:1 | 500 | 12 | 041,66 | 062,50 | 157 |
| 2 | David Jacquet   | 3:1 | 500 | 15 | 033,33 | 035,71 | 188 |
| 3 | Patrick Niessen | 0:4 | 390 | 11 | 035,45 | –      | 144 |

| 1 | Thomas Nockemann      | 4:0 | 500 | 9  | 55,55  | 83,33  | 247 |
| 2 | Rafael Garcia         | 2:2 | 323 | 11 | 029,36 | 050,00 | 79  |
| 3 | Martien van der Spoel | 0:4 | 236 | 8  | 029,50 | –      | 69  |

| 1 | Ludger Havlik   | 4:0 | 500 | 5 | 100,00 | 125,00 | 193 |
| 2 | Dave Christiani | 2:2 | 283 | 3 | 94,33  | 250,00 | 250 |
| 3 | Brahim Djoubri  | 0:4 | 45  | 4 | 011,25 | –      | 30  |

## Hauptturnier

### Gruppenphase
| Abschlusstabelle Gruppe A | Abschlusstabelle Gruppe A | Abschlusstabelle Gruppe A | Abschlusstabelle Gruppe A | Abschlusstabelle Gruppe A | Abschlusstabelle Gruppe A | Abschlusstabelle Gruppe A | Abschlusstabelle Gruppe A |
| Platz                     | Name                      | MP                        | Pkt.                      | Aufn.                     | GD                        | BED                       | HS                        |
| ------------------------- | ------------------------- | ------------------------- | ------------------------- | ------------------------- | ------------------------- | ------------------------- | ------------------------- |
| 1                         | Michel van Silfhout       | 4:2                       | 754                       | 13                        | 58,00                     | 75,00                     | 183                       |
| 2                         | Xavier Gretillat          | 4:2                       | 713                       | 17                        | 41,94                     | 75,00                     | 195                       |
| 3                         | Thomas Nockemann          | 4:2                       | 665                       | 20                        | 33,25                     | 50,00                     | 208                       |
| 4                         | Sven Daske                | 0:6                       | 182                       | 22                        | 8,27                      | –                         | 35                        |

| Abschlusstabelle Gruppe B | Abschlusstabelle Gruppe B | Abschlusstabelle Gruppe B | Abschlusstabelle Gruppe B | Abschlusstabelle Gruppe B | Abschlusstabelle Gruppe B | Abschlusstabelle Gruppe B | Abschlusstabelle Gruppe B |
| Platz                     | Name                      | MP                        | Pkt.                      | Aufn.                     | GD                        | BED                       | HS                        |
| ------------------------- | ------------------------- | ------------------------- | ------------------------- | ------------------------- | ------------------------- | ------------------------- | ------------------------- |
| 1                         | Louis Edelin              | 6:0                       | 900                       | 7                         | 128,57                    | 300,00                    | 300                       |
| 2                         | Arnim Kahofer             | 3:3                       | 747                       | 11                        | 67,90                     | 150,00                    | 294                       |
| 3                         | Laurent Guénet            | 2:4                       | 488                       | 5                         | 97,60                     | 300,00                    | 300                       |
| 4                         | Ludger Havlik             | 1:5                       | 304                       | 7                         | 43,42                     | 60,00                     | 184                       |

### KO-Phase
|  | Halbfinale          | Halbfinale | Halbfinale | Halbfinale | Halbfinale | Halbfinale |                  |               | Finale | Finale | Finale | Finale | Finale | Finale |
|  |                     |            |            |            |            |            |                  |               |        |        |        |        |        |        |
|  |                     | MP         | Pkte.      | Aufn.      | ED         | HS         |                  |               |        |        |        |        |        |        |
|  |                     | MP         | Pkte.      | Aufn.      | ED         | HS         |                  |               |        |        |        |        |        |        |
|  | Louis Edelin        | 0          | 2          | 2          | 1,00       | 2          |                  |               |        |        |        |        |        |        |
|  | Louis Edelin        | 0          | 2          | 2          | 1,00       | 2          |                  | MP            | Pkte.  | Aufn.  | ED     | HS     |        |        |
|  | Xavier Gretillat    | 2          | 300        | 2          | 150,00     | 159        |                  | MP            | Pkte.  | Aufn.  | ED     | HS     |        |        |
|  | Xavier Gretillat    | 2          | 300        | 2          | 150,00     | 159        | Xavier Gretillat | 0             | 126    | 4      | 31,50  | 73     |        |        |
|  |                     | MP         | Pkte.      | Aufn.      | ED         | HS         | Xavier Gretillat | 0             | 126    | 4      | 31,50  | 73     |        |        |
|  |                     | MP         | Pkte.      | Aufn.      | ED         | HS         |                  | Arnim Kahofer | 2      | 300    | 4      | 75,00  | 150    |        |
|  | Michel van Silfhout | 0          | 300(1)     | 5          | 60,00      | 159        |                  | Arnim Kahofer | 2      | 300    | 4      | 75,00  | 150    |        |
|  | Michel van Silfhout | 0          | 300(1)     | 5          | 60,00      | 159        |                  |               |        |        |        |        |        |        |
|  | Arnim Kahofer       | 2          | 300(30)    | 5          | 60,00      | 189        |                  |               |        |        |        |        |        |        |
|  | Arnim Kahofer       | 2          | 300(30)    | 5          | 60,00      | 189        |                  |               |        |        |        |        |        |        |

## Abschlusstabelle
| MP    | Match Points (Sieger = 2; Unentschieden = 1; Verlierer = 0) |
| Pkte. | Erzielte Karambolagen                                       |
| Aufn. | Benötigte Versuche                                          |
| GD    | Generaldurchschnitt                                         |
| BED   | Bester Einzeldurchschnitt eines Spielers                    |
| HS    | Höchstserie                                                 |
|       | Bester GD des Turniers                                      |
|       | Bester ED des Turniers                                      |
|       | Beste HS des Turniers                                       |
|       | 1. Platz (Gold)                                             |
|       | 2. Platz (Silber)                                           |
|       | 3. Platz (Bronze)                                           |

| Phase                                | Platz | Name                | MP  | Pkt. | Aufn. | GD     | BED    | HS  |
| ------------------------------------ | ----- | ------------------- | --- | ---- | ----- | ------ | ------ | --- |
| Finale                               | 1     | Arnim Kahofer       | 7:3 | 1347 | 20    | 67,35  | 150,00 | 294 |
| Finale                               | 2     | Xavier Gretillat    | 6:4 | 1139 | 23    | 49,52  | 150,00 | 195 |
| Halb- finale                         | 3     | Louis Edelin        | 6:2 | 902  | 9     | 100,22 | 300,00 | 300 |
| Halb- finale                         | 3     | Michel van Silfhout | 4:4 | 1054 | 18    | 58,55  | 75,00  | 183 |
| Gruppen- phase                       | 5     | Thomas Nockemann    | 4:2 | 665  | 20    | 33,25  | 50,00  | 208 |
| Gruppen- phase                       | 6     | Laurent Guénet      | 2:4 | 488  | 5     | 97,60  | 300,00 | 300 |
| Gruppen- phase                       | 7     | Ludger Havlik       | 1:5 | 304  | 7     | 43,42  | 60,00  | 184 |
| Gruppen- phase                       | 8     | Sven Daske          | 0:6 | 182  | 22    | 8,27   | –      | 35  |
| Turnierdurchschnitt: Endrunde: 49,04 |       |                     |     |      |       |        |        |     |